# Anopheles farauti
Anopheles farauti es una especie de mosquito del género Anopheles, de la familia Culicidae, orden Diptera. Fue descrita por Laveran en 1902.
Se distribuye por Vanuatu, Islas Salomón, Indonesia, Papúa Nueva Guinea y Australia. A. farauti es común en zonas costeras y se reproduce en aguas salobres ricas en materia orgánica. A menudo se encuentra en pantanos costeros y bosques de manglares.